# Гегемония
Гегемо́ния (др.-греч. ἡγεμονία, hegemonia — «предводительство», «управление», «руководство») — политическое, экономическое, военное превосходство, контроль одного государства или общественного класса над другим.
Исторически термин применялся, с V столетия в истории древней Греции, для обозначения главенства самого сильного города-государства на всей территории, занятой её народами, когда она дробилась примерно на 2000 мелких государств или греческих полисов. В историческом периоде жизни Греции в разное время гегемония принадлежала Спарте, Афинам и Фивам, которые и являлись её представителями военного искусства. Также термин использовался и используется во многих других контекстах, например теория гегемонии марксистского философа Антонио Грамши.

## Происхождение термина «гегемон»
Гегемо́н, иге́мон (др.-греч. ἡγεμών — вожатый, проводник, руководитель, наставник) — лицо, государство или общественный класс, осуществляющие гегемонию. Исторически термин использовался для обозначения звания руководителя или военачальника, наместника, реже — императора.
Так, на Втором Коринфском конгрессе Александр Македонский был провозглашён гегемоном Коринфского союза. В Новом Завете прокуратор Иудеи Понтий Пилат называется титулом «гегемон» («эгемон»; у Булгакова «игемон» в новогреческом произношении).
Как пример можно привести провинцию в федерации (Пруссия в Германской империи) или человека в учреждении (Наполеон Бонапарт во Французском консулате).

## Эволюция понятия «гегемония»
В исторической эволюции понятия гегемонии прослеживаются следующие этапы:
- В Древней Греции под гегемонией понималось военно-политическое руководство города-государства над другими городами-государствами. К примеру, Коринфский союз — лига греческих городов-государств, основанный Филиппом II Македонским для координации действий своих войск в войне против Персии[8].
- В XIX веке гегемония обозначает геополитическое и культурное владычество одной страны над другими территориями, как в случае с европейской колониальной системой по всему миру. В социологической и политической литературе, особенно марксистской, этот термин также стали применять к описанию господствующего положения социальный группы или класса в обществе или в исторических процессах (например, гегемония пролетариата).
- В XX веке политологический контекст понятия гегемонии расширяется за счёт включения в него феномена культурного империализма как разновидности культурного превосходства господствующего класса внутри социально стратифицированного общества. Так, под воздействием доминирующей идеологии как совокупности культурных нормативов, правящий класс может интеллектуально преобладать над другими классами через навязывание собственного мировоззрения (Weltanschauung), идеологически обосновывающего социальный, политический или экономический порядок, как если бы он был естественным, исторически-обусловленным и неизменным[8][9][10][11].

## Гегемония в международных отношениях

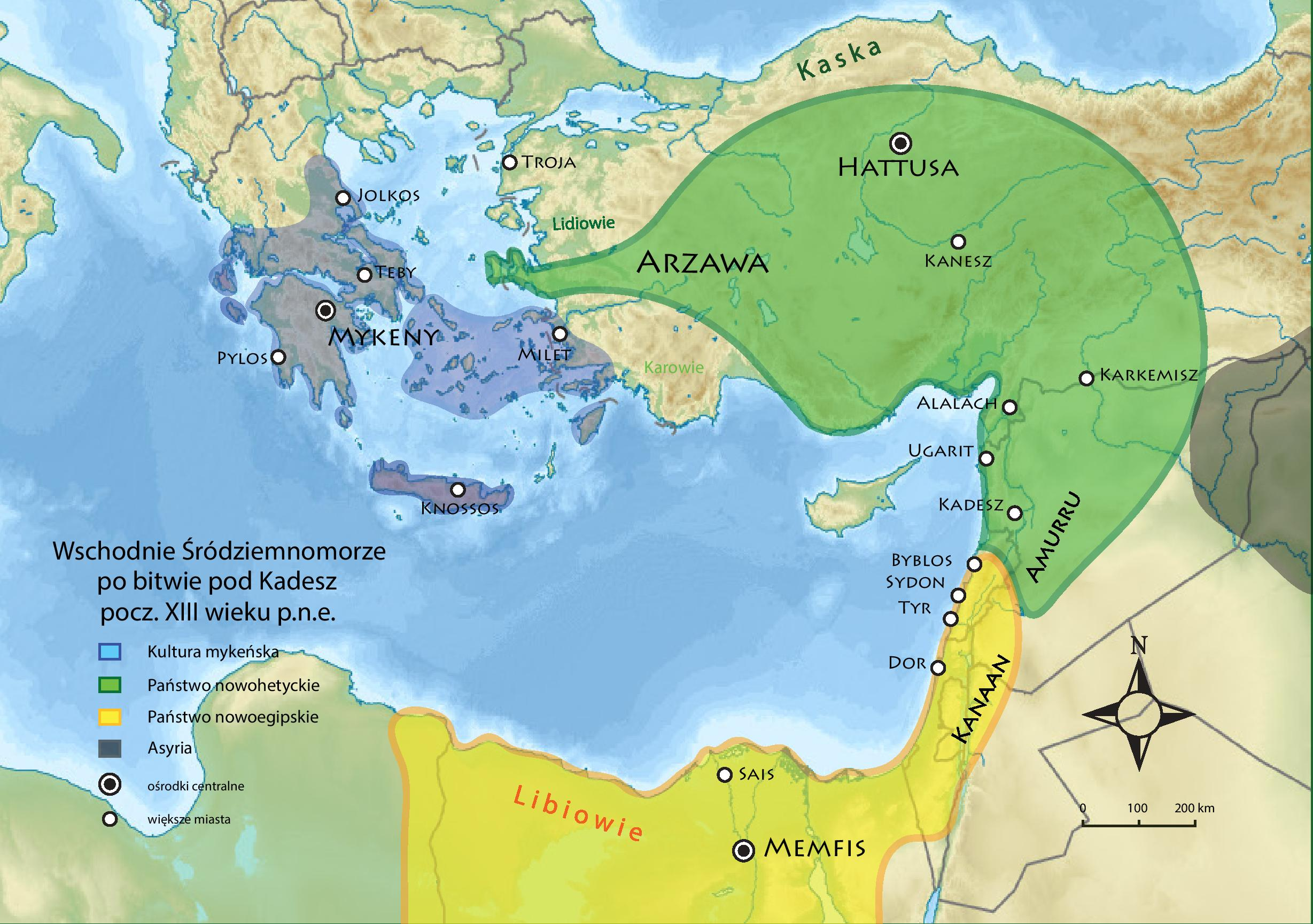
Египет (выделен жёлтым) и Хеттское царство (зелёный) во время борьбы за гегемонию в Восточном Средиземноморье, рубеж XIV и XIII веков до н. э.

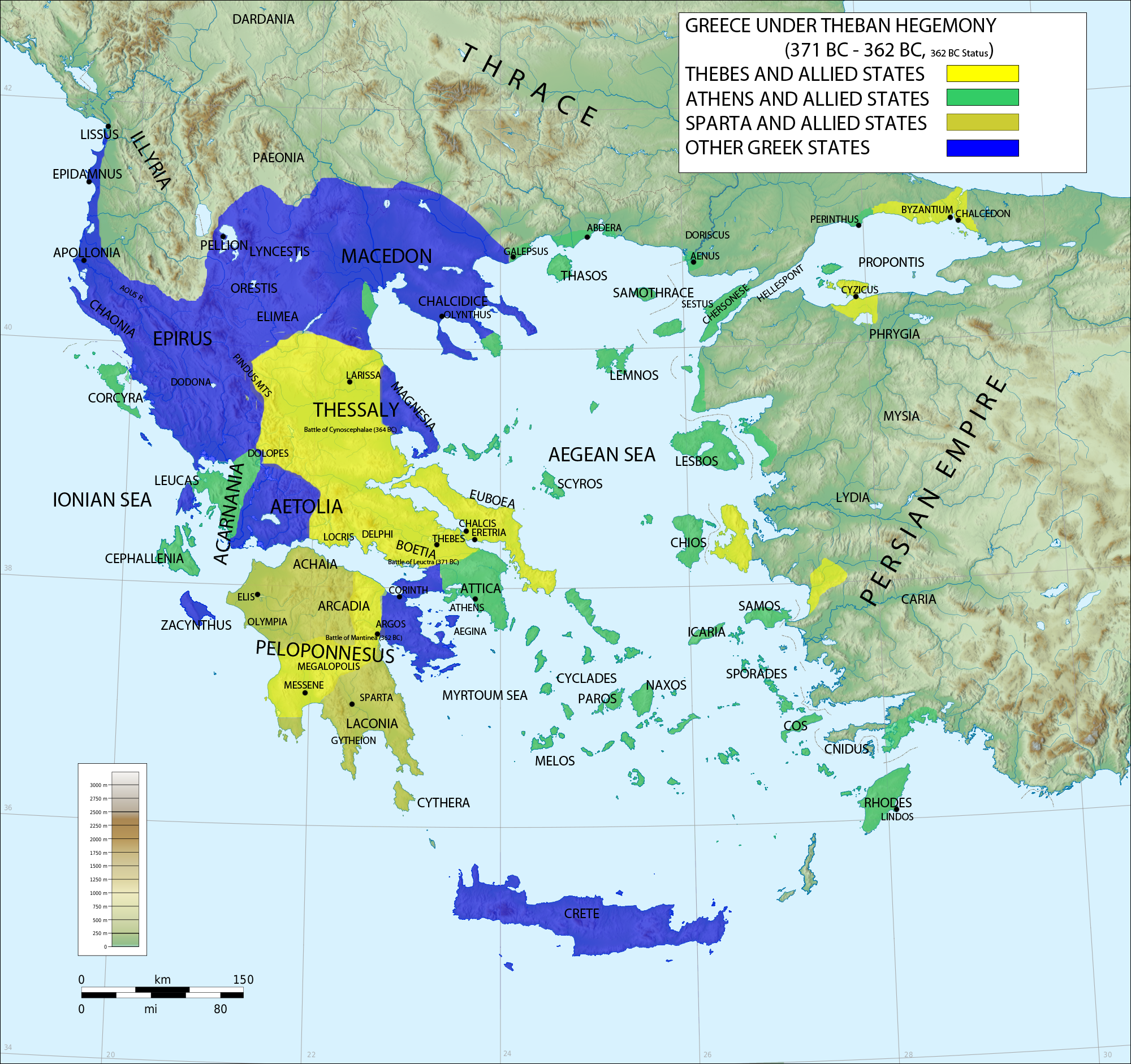
Древняя Греция во время краткосрочной гегемонии Фив в 371—361 гг. до н. э.

Начиная с XIX в., особенно в исторической публицистике, «гегемония» обозначает верховенство одного государства над другим (например, европейская гегемония Первой Французской Империи).
По мере эволюции систем международных отношений гегемонами в них выступали различные государственные образования. Например, в Месопотамии её поочерёдно завоёвывали вначале шумерские города-государства (Киш, Урук, Умма), затем державы Саргона Аккадского и III династии Ура, затем Вавилон и Ассирия (Новоассирийская империя в конечном итоге распространила свою гегемонию на весь ближневосточный регион, установив Pax Assyriaca). В Амарнскую эпоху за гегемонию на Ближнем Востоке боролись Новое царство Египта, Хеттское государство и Митанни. В Древней Греции Пелопоннесская война была вызвана борьбой Афин и Спарты за гегемонию в среде греческих полисов.

### Исторические гегемоны
- Персидская империя (550—330 гг. до н. э.)
- Римская империя (I век до н. э. — V век н. э.) — была гегемоном в Средиземноморье, но в Западной Азии ей противостояли иранские государства (Парфия и Империя Сасанидов)
- Монгольская империя (XIII—XIV вв.)
- Османская империя (середина XV — начало XVIII вв.)
- Испанская империя (XV—XVII века)
- Франция (XVII—XVIII века)
- Британская империя (XIX—XX века) — Британия не являлась абсолютным гегемоном, поскольку её влияние неоднократно оспаривалось Германской, Французской и Российской империями.
  - В ходе обеих мировых войн образовывалась биполярная система, где одним полюсом являлась Германия и возглавляемая ею коалиция, а вторым — союз старых великих держав (Антанта и Антигитлеровская коалиция).
- Биполярный мир — Союз Советских Социалистических Республик и Соединённые Штаты Америки (1946—1989)
- Соединённые Штаты Америки

## Культурная гегемония
Культурная гегемония — понятие марксистской философии, характеризующее господство правящего класса над культурно неоднородным обществом. Воздействуя на совокупность представлений, верований, ценностей и норм, выраженных в культуре общества, правящий класс навязывает собственное мировоззрение в качестве общепринятой культурной нормы и общезначимой доминирующей идеологии. Такая идеология узаконивает социальный, политический или экономический статус-кво, на деле являющийся лишь социальным конструктом, и выдаёт его за естественный и неизменный порядок вещей, одинаково выгодный для каждого, а не только для правящего класса.

## Гегемония по Марксу и Грамши

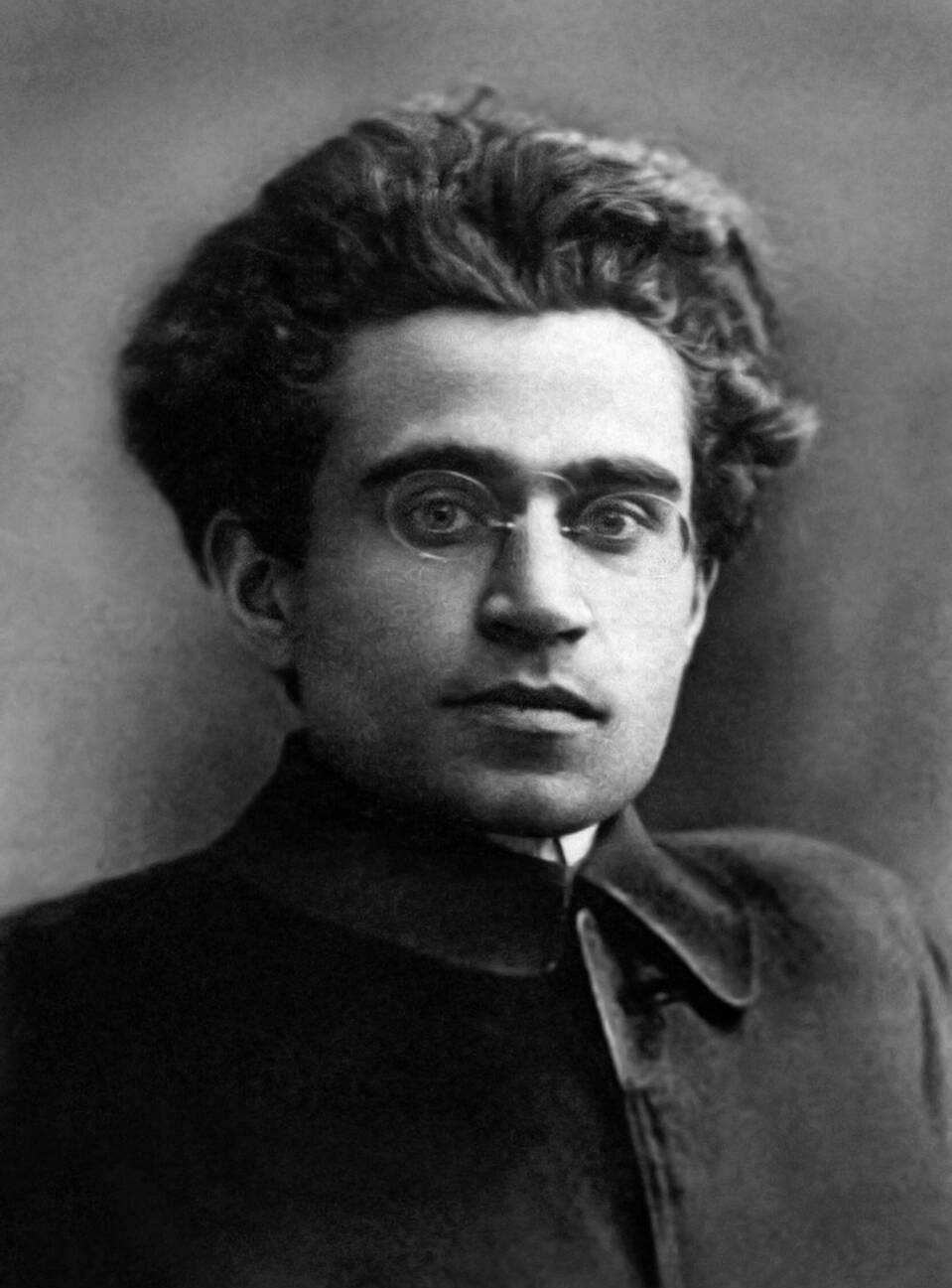
Антонио Грамши

В 1848 году Карл Маркс выдвинул предположение, что экономические рецессии и практические противоречия капиталистической экономики спровоцируют пролетарскую революцию рабочего класса, свержение капитализма, реструктуризацию социальных институтов (экономических, политических, социальных) на рациональных основаниях социализма, и, таким образом, обозначат переход к коммунистическому обществу. Таким образом, диалектические изменения в функционировании экономики общества определяют её социальные надстройки (политику и культуру).
Осмысляя проблему соотношения революционной борьбы и гегемонии, Антонио Грамши вводит концепт позиционной и манёвренной войны. Позиционная война — это интеллектуальная и культурная борьба, в ходе которой антикапиталистические силы должны создать пролетарскую культуру, ценности которой будут противостоять культурной гегемонии буржуазии. Пролетарская культура будет способствовать развитию классового сознания и распространению идеологии рабочего класса среди других слоёв общества. Достигнув преимущества на стадии позиционной войны, социалистические лидеры, набрав необходимое политическое влияние и заручившись поддержкой масс, должны перейти к политической манёвренной войне.
Первоначально, теоретическое осмысление культурного доминирования было частью марксистского анализа «экономического класса» (базис и надстройка), который был использован Грамши для рассмотрения «социального класса». Так, культурная гегемония предполагает, что доминирующая в обществе нормативность, навязанная господствующим классом (буржуазной культурной гегемонией), не должна восприниматься как естественная и неизбежная, но, напротив, должна быть признанной искусственной социальной конструкцией, требующей тщательного изучения для выявления её философских оснований. Подобная практическая работа над знанием является необходимым условием для интеллектуального и политического освобождения пролетариата, следовательно, рабочие и крестьяне, жители городов и сёл, могут создать собственную пролетарскую культуру, которая непосредственно связана с их экономическими и политическими классовыми потребностями.
С точки зрения общественных отношений, культурная гегемония не является ни непрерывным интеллектуальным праксисом, ни унифицированной системой ценностей, а выступает, скорее, комплексом стратифицированных общественных установок, где каждый социально-экономический класс имеет социальное предназначение и внутреннюю классовую логику, которая позволяет членам класса выполнять свою функцию, отличную от других классов, сосуществуя с ними в одном обществе. Для решения более крупных общественных задач, классы смогут объединяться, несмотря на различия их предназначений. Когда человек воспринимает социальные структуры буржуазной культурной гегемонии, его обыденное сознание формирует двойственную структурную роль (частную и общественную), согласно которой индивид обращается к здравому смыслу для решения повседневных вопросов. Привычка апеллировать к позиции здравого смысла позволяет объяснить лишь крайне ограниченный сегмент общественной жизни, специфика устройства которого, затем переносится индивидом на всё социальное мироустройство в целом и воспринимается как естественный нормативный порядок. На общественном уровне, заблуждения, продиктованные позицией здравого смысла, препятствуют индивиду осмыслить истинные масштабы социально-экономического угнетения, базирующегося на культурной гегемонии. Из-за расхождений в восприятии текущей господствующей нормативности, большинство людей предпочитают решать насущные частные проблемы, а не общественные, следовательно, не пытаются критически осмыслить причины своего социально-экономического угнетения.